# Simon Geoghegan
Simon Patrick Geoghegan (Knebworth, 1 de septiembre de 1968) es un abogado y ex–jugador británico de rugby que se desempeñaba como wing.

## Selección nacional
Fue convocado al XV del Trébol por primera vez en febrero de 1991 para jugar ante Les Bleus y disputó su último partido en marzo de 1996 contra el XV de la Rosa. En total jugó 37 partidos y marcó 51 puntos producto de once tries (un try valía 4 puntos hasta 1992).
Su buen desempeño en el equipo nacional, le permitió ser pre–seleccionado en 1997 a los British and Irish Lions para integrar el plantel que partiría de gira a Sudáfrica. Sin embargo sufrió una severa lesión en la espalda que lo obligó a retirarse del rugby con solo 28 años.

### Participaciones en Copas del Mundo
Disputó las Copas del Mundo de Inglaterra 1991 y Sudáfrica 1995.
| Mundial                       | Sede       | Resultado        | PJ | Tries |
| ----------------------------- | ---------- | ---------------- | -- | ----- |
| Copa Mundial de Rugby de 1991 | Inglaterra | Cuartos de final | 3  | 1     |
| Copa Mundial de Rugby de 1995 | Sudáfrica  | Cuartos de final | 4  | 1     |

## Palmarés
- Campeón de la Premiership Rugby de 1995–96.
- Campeón de la Anglo-Welsh Cup de 1994–95 y 1995–96.